# Rio de Breves
Rio de Breves är en flodgren i Brasilien.   Den ligger i delstaten Pará, i den nordöstra delen av landet, 1 600 km norr om huvudstaden Brasília.